# Ereira (Cartaxo)
Ereira ist ein Ort und eine ehemalige Gemeinde im mittleren Portugal.

## Geschichte
Seit dem 2. Jh. v. Chr. betrieben Römer und ab 711 n. Chr. Araber hier Landwirtschaft. Die Römer brachten den Weinbau her, die Araber führten hier den Anbau von Olivenbäumen und den Feldanbau mit Bewässerung ein.
Nach der christlichen Reconquista des 12. Jh. unterstand das Gebiet dem Malteserorden und wurde von Pontével aus verwaltet.
Nuno Álvares Pereira übernachtete hier, bevor er sich zur Unterstützung des Thronanwärters D. João I. entschloss und am 14. August 1385 die Schlacht von Aljubarrota und damit das dauerhafte Fortbestehen eines unabhängigen Portugals entscheidend mitbestimmte.
Ereira unterstand bis ins 19. Jahrhundert dem Malteserorden. Im Zuge der Liberalen Revolution ab 1821 und der folgenden Enteignung aller geistlichen Orden wurde Ereira eine eigenständige Gemeinde des Kreises Cartaxo.
Im Laufe des 19. Jh. führten zum einen Weiterentwicklungen im Weinbaus und auch in der Olivenölproduktion, zum anderen aber auch Destillerien, Windmühlen und Kalköfen zu einer wirtschaftlichen Entwicklung und in der Folge zu einem Wachstum der Gemeinde. So wuchs nicht nur Ereira, sondern auch der Gemeindeort Lapa. 1921 wurde Lapa aus der Gemeinde Ereira ausgegliedert.
Mit der Gemeindereform 2013 wurde Ereira mit Lapa zu einer neuen Gesamtgemeinde zusammengeschlossen.
| Bevölkerungsentwicklung der Gemeinde Ereira (1864–2011) | Bevölkerungsentwicklung der Gemeinde Ereira (1864–2011) | Bevölkerungsentwicklung der Gemeinde Ereira (1864–2011) | Bevölkerungsentwicklung der Gemeinde Ereira (1864–2011) | Bevölkerungsentwicklung der Gemeinde Ereira (1864–2011) | Bevölkerungsentwicklung der Gemeinde Ereira (1864–2011) | Bevölkerungsentwicklung der Gemeinde Ereira (1864–2011) | Bevölkerungsentwicklung der Gemeinde Ereira (1864–2011) | Bevölkerungsentwicklung der Gemeinde Ereira (1864–2011) | Bevölkerungsentwicklung der Gemeinde Ereira (1864–2011) | Bevölkerungsentwicklung der Gemeinde Ereira (1864–2011) | Bevölkerungsentwicklung der Gemeinde Ereira (1864–2011) | Bevölkerungsentwicklung der Gemeinde Ereira (1864–2011) | Bevölkerungsentwicklung der Gemeinde Ereira (1864–2011) | Bevölkerungsentwicklung der Gemeinde Ereira (1864–2011) |
| ------------------------------------------------------- | ------------------------------------------------------- | ------------------------------------------------------- | ------------------------------------------------------- | ------------------------------------------------------- | ------------------------------------------------------- | ------------------------------------------------------- | ------------------------------------------------------- | ------------------------------------------------------- | ------------------------------------------------------- | ------------------------------------------------------- | ------------------------------------------------------- | ------------------------------------------------------- | ------------------------------------------------------- | ------------------------------------------------------- |
| 1864                                                    | 1878                                                    | 1890                                                    | 1900                                                    | 1911                                                    | 1920                                                    | 1930                                                    | 1940                                                    | 1950                                                    | 1960                                                    | 1970                                                    | 1981                                                    | 1991                                                    | 2001                                                    | 2011                                                    |
| 1 261                                                   | 1 389                                                   | 1 731                                                   | 1 861                                                   | 2 033                                                   | 2 221                                                   | 904                                                     | 825                                                     | 890                                                     | 856                                                     | 747                                                     | 737                                                     | 664                                                     | 628                                                     | 636                                                     |

## Verwaltung
Ereira war Sitz einer gleichnamigen Gemeinde (Freguesia) im Kreis (Concelho) von Cartaxo im Distrikt Santarém. Die Gemeinde hatte 644 Einwohner (Stand 30. Juni 2011).
Folgende Ortschaften gehörten zur Gemeinde:
- Casal Lambel
- Ereira
- Vale de Água

Im Zuge der Gebietsreform vom 29. September 2013 wurden die Gemeinden Ereira und Lapa zur neuen Gemeinde União das Freguesias de Ereira e Lapa zusammengeschlossen. Ereira ist Sitz dieser neu gebildeten Gemeinde.